# Duop Reath
Duop Thomas Reath (Waat, Sudán del Sur, 26 de junio de 1996) es un jugador de baloncesto australiano que pertenece a la plantilla de los Portland Trail Blazers de la NBA. Con 2,06 metros de estatura, juega en la posición de pívot.

## Carrera

### Inicios
Nacido en Sudán del Sur, su familia se mudó a Brisbane (Australia) cuando tenía 9 años. Se mudaron de nuevo a Perth y allí asistió al instituto Girrawheen Senior High School. Al principio jugó al fútbol, antes de mostrar interés en el baloncesto.

### Universidad
De 2014 a 2016, sus primeros años como freshman y sophomore, las pasó en el Lee College de Baytown (Texas).
En verano de 2016, su año júnior, se unió a los Tigers de la Universidad Estatal de Luisiana de la Southeastern Conference (SEC). Disputó 31 encuentros, 30 de ellos de titular y promedió 12 puntos por partido. Fue nombrado SEC Player of the Week en la primera semana de competición. El 19 de diciembre de 2016, anotó su mejor registro de la temporada con 23 puntos ante Charleston. El 4 de febrero de 2017, capturó 16 rebotes ante Texas A&M.
En su año sénior, apareció en 33 partidos, y promediando 12,6 puntos por partido. El 20 de enero de 2018, anotó 31 puntos ante Vanderbilt. Fue nombrado SEC Player of the Week en la quinta semana de competición.

#### Estadísticas
| Año     | Equipo | PJ | PT | MPP  | %TC  | %3P  | %TL  | RPP | APP | ROB | TPP | PPP  |
| ------- | ------ | -- | -- | ---- | ---- | ---- | ---- | --- | --- | --- | --- | ---- |
| 2016–17 | LSU    | 31 | 30 | 27.7 | .510 | .314 | .603 | 6.2 | .8  | .5  | 1.5 | 12.0 |
| 2017–18 | LSU    | 33 | 28 | 24.2 | .544 | .422 | .629 | 5.3 | .7  | .5  | 1.0 | 12.5 |
| Total   | Total  | 64 | 58 | 25.9 | .527 | .375 | .617 | 5.8 | .7  | .5  | 1.2 | 12.3 |

### Profesional

#### Serbia
Tras no ser elegido en el 2018 NBA draft, Duop se une a los Dallas Mavericks para la NBA Summer League.
El 1 de agosto de 2018, firma un contrato de 3 años con el equipo serbio FMP. Al término de la temporada, en julio de 2019, disputa la NBA Summer League con los Brooklyn Nets.
Tras dos temporadas, el 1 de agosto de 2020, firma con el Estrella Roja de Belgrado de cara a la 2020–21.

#### Australia
El 19 de junio de 2021, firma por los Illawarra Hawks de la National Basketball League australiana.

#### Asia
Para la 2022-23 firma con el Qingdao Eagles de la Chinese Basketball Association. En 29 encuentros promedia 18,2 puntos y 7,8 rebotes.
En 2023 firma por el Al Riyadi Beirut de la West Asia Super League.

#### NBA
El 11 de septiembre de 2023, firma por una temporada con Portland Trail Blazers. Fue cortado el 21 de octubre, justo antes del comienzo de la temporada 2023-24, pero tres días después fichó nuevamente con un contrato dual. El 16 de febrero de 2024 firmó un contrato estándar con los Blazers.

### Selección nacional
En verano de 2021, fue parte de la selección absoluta australiana que participó en los Juegos Olímpicos de Tokio 2020, que ganó la medalla de bronce.
Durante agosto y septiembre de 2023 fue integrante de la selección de Australia que participó en el Mundial de 2023 celebrado en Asia, y que finalizó en décimo lugar.
Entre julio y agosto de 2024 fue parte de la selección absoluta de Australia, que disputó los Juegos Olímpicos de París, finalizando en sexta posición.

## Estadísticas de su carrera en la NBA

### Temporada regular
| Año     | Equipo   | PJ  | PT | MPP  | %TC  | %3P  | %TL  | RPP | APP | ROB | TPP | PPP |
| ------- | -------- | --- | -- | ---- | ---- | ---- | ---- | --- | --- | --- | --- | --- |
| 2023-24 | Portland | 68  | 20 | 17.9 | .461 | .359 | .742 | 3.7 | 1.0 | .5  | .6  | 9.1 |
| 2024-25 | Portland | 46  | 0  | 10.2 | .422 | .321 | .909 | 2.0 | .6  | .3  | .3  | 4.2 |
| Total   | Total    | 114 | 20 | 14.8 | .451 | .348 | .774 | 3.0 | .8  | .4  | .5  | 7.1 |